# Скудери, Гаспаре
Гаспаре Скудери (итал. Gaspare Scuderi; 2 декабря 1889, Трапани — 12 декабря 1962, Милан) — итальянский композитор и музыковед
.

## Биография
Окончил Неаполитанскую консерваторию, затем жил и работал преимущественно в Милане, за исключением 1955—1956 годов, в течение которых возглавлял Пармскую консерваторию. Преподавал композицию, фортепиано, историю музыки.
Опубликовал книги об операх Пьетро Масканьи «Ирис» (итал. Iris; guida attraverso il dramma e la musica; 1924) и Кристофа Виллибальда Глюка «Орфей» (итал. Orfeo; guida attraverso il dramma e la musica; 1924) и обзорную работу о фортепианных сонатах Людвига ван Бетховена (итал. Le Sonate per pianoforte di Beethoven; 1933, переиздания 1958 и 1985).
Автор оперы «Доната» (итал. Donata; 1938), симфонических, камерных и вокальных сочинений.
Именем Скудери названы улицы в его родном Трапани и в Риме.